# Montello e Colli Asolani pinot bianco
Il Montello e Colli Asolani Pinot Bianco è un vino DOC la cui produzione è consentita nella provincia di Treviso.

## Caratteristiche organolettiche
- colore: giallo paglierino.
- odore: delicato, fine, caratteristico.
- sapore: fresco, morbido, armonico.

## Produzione
Provincia, stagione, volume in ettolitri
- Treviso  (1995/96)  18,06
- Treviso  (1996/97)  42,7